# فيليب مينيل
فيليب ديرمان مينيل (10 مارس 1851 - 19 أكتوبر 1905) كان موسوعيًا وصحفيًا ومالك صحيفة من مواليد إنجلترا، ونشط في أستراليا، ومؤلف قاموس السيرة الذاتية الأسترالية الآسيوية عام 1892.